# Roriz (Santo Tirso)
Roriz es una vila y freguesia portuguesa del concelho de Santo Tirso, en el distrito de Oporto. Tiene 5,94 km² de superficie y 3308 habitantes (2021). Su densidad de población es de 556,9 hab/km².

## Historia
La historia de Roriz se encuentra ligada a la de su cenobio o monasterio, cuya fundación datan algunos en el año 770, y que, tras diversas vicisitudes y cambios de titularidad entre órdenes religiosas, acabó, tras la expulsión de los jesuitas, siendo vendido por la Universidad de Coimbra, de modo que es hoy una residencia particular.
Roriz fue, pues, una posesión del monasterio (un couto) hasta la época del liberalismo. Fue entonces establecida como freguesia del concelho de São Tomé de Negrelos, hasta la supresión de este a mediados del siglo XIX, quedando adscrita desde entonces a Santo Tirso.
Por decisión unánime de la Asamblea de la República, Roriz fue elevada a la categoría administrativa de vila el 6 de abril de 2011.

## Patrimonio
- Iglesia parroquial de San Pedro, elegante edificio románico del siglo XIII, originalmente parte del monasterio y monumento nacional desde 1910.
- Torre campanario, o mejor espadaña, separada de la fachada norte de la iglesia, con tres huecos para las campanas.
- Citania de Sanfins, importante estación arqueológica.
José Saramago, en su Viaje a Portugal, recuerda su paso por Roriz en estos términos, no poco nostálgicos:

El viajero (...) cuando llega a Roriz considera que es tiempo de pararse, va a beber agua de aquella fuente, a pedir que le abran la puerta de la iglesia del antiguo monasterio, y, mientras espera, acecha a través de las rejas que dan a las ruinas del claustro. Allá abajo, invisible desde este lugar, pasa el río Vizela. Aquí hay señales esculpidas en las piedras antiguas. Algo querrán decir, pero el viajero no lo sabe. Son tantas las cosas que le quedan por aprender al viajero, y ya no tiene tiempo.